# Dengzhou
Dengzhou (en chino, 邓州; pinyin, Dèngzhōu (escuchar)ⓘ [zhou]) es una subprefectura en la Prefectura Nanyang bajo la administración directa de la Provincia de Henan, República Popular China.  Su área es de 2360 km² y su población total para 2020 superó el 1,24 millón de habitantes. 
La ciudad está situada en el suroeste de la provincia de Henan, junto a las fronteras entre Henan, Hubei y Shaanxi. Está geométricamente en el centro del triángulo de Zhengzhou, Wuhan y Xi'an, equidistante a estas tres ciudades.
Es una ciudad con una larga historia cultural. Históricamente conocida por celebridades como Zhang Zhong Jing (antiguo practicante de medicina china), Han Yu (poeta), Kou Zhun (el senador de la dinastía Song), Fan Zhongyan (escritor), Yao Xueyin (escritor moderno), Zhou Daxin (escritor moderno).

## Administración
A julio de 2025, la Subprefectura Dengzhou se divide en 27 pueblos  administrados en 3 subdistritos,  13 poblados y 11 villas.

## Toponimia
El topónimo Dengzhou [/dəng-zhóu/] se compone de los sinogramas Deng (nombre propio) y Zhou (provincia).
A finales de la dinastía Shang, el pueblo Deng (邓人) emigró al sur, a lo que hoy es la provincia de Henan. A principios de la dinastía Zhou Occidental, todo el clan llegó a esta región y formaron el Estado Deng. En el año 678 aC el estado fue destruido y anexado como Condado Deng (邓县) al Estado Chu, poniendo fin a sus 1274 años de historia.
Para el año 583 AD durante la dinastía Sui, el condado ya se había expandido lo suficiente para organizarlo en Provincia Zhou (州) por lo que se renombró Dengzhou (Provincia Deng').
El 1 de marzo de 1913, la Provincia Deng fue degradada al Condado Deng y el 25 de junio de 1988, el Consejo de Estado abolió el Condado Deng para crear el Municipio Dengzhou, agregando la partícula "zhou" por su importancia histórica.

## Economía
Trigo, algodón, maíz, ajonjolí, frijol amarillo, pimiento, tabaco...
Industria: embalaje de cigarrillos, escultura en Jade (arte) , elaboración de alimentos, etc

## Transporte
En avión al aeropuerto más cercano a Nanyang; Conduzca a lo largo de la Red Nacional "Expressway" (enlace Nanyang-Xiangfan ). Ferrocarril de K149, K206/K207, K205/K208, K184, 6010/6011/6014, 1512/1513, 1389/1390, 1165/1168, 1126/1127. Muchos Autobuses de transporte público.

## Monumentos
- Lan Xiu Ting (Pabellón con vistas pintorescas)
- Pagoda de Fu Sheng, reliquias de la antigua muralla y la reciente construcción de gira a lo largo de la zona del Río Tuan.
- El Antiguo Museo de buques de Dengzhou tiene un elegante estilo arquitectónico y hermoso entorno, ofrece materiales auténticos para el estudio de la construcción naval, la navegación y la historia militar china.

## Educación
La Escuela Secundaria número 1 Dengzhou. 
La escuela de profesores Nanyang número 4 es la única universidad de la ciudad con licencia para emitir diplomas y certificados de educación a los estudiantes. 